# باکینگهام
latitudeباکینگهامlongitudeباکینگهام
باکینگهام (به انگلیسی: Buckingham) یک شهرک در بریتانیا است که در انگلستان واقع شده‌است.

## خصوصیات
باکینگهام ۱۲٬۰۴۳ نفر جمعیت دارد.

## خواهرخوانده
شهرهای ژوینویل، برزیل و مووو (Mouvaux)، فرانسه، خواهرخوانده‌های باکینگهام هستند.